# Wingin' It
Wingin' It is een Canadese comedyserie die te zien is op Nickelodeon. De serie werd in Canada op 3 april 2010 tot 25 mei 2012 uitgezonden. Elke aflevering van Wingin' It duurt 25 minuten.

## Verhaal
De serie gaat over Porter Jackson, een zogenaamde Engel in Opleiding (EIO) of Angel in Training (AIT) die probeert Carl Montclaire de populairste jongen van de Bennett Highschool te maken zodat hij eindelijk zijn engelvleugels krijgt. Porter gebruikt (engel)magie met simpelweg een ja-knikje, maar er gaat vaak van alles fout. Porter krijgt zelf hulp van dokter Cassabi (zijn engelbegeleider), die weer onnodige hulp krijgt van zijn wasbeerhelper Dennis. Later blijkt dat Dennis eigenlijk ook een EIO te zijn, genaamd Denise, die sinds de middeleeuwen in een wasbeerachtige handpop vastzit.
De serie wordt geproduceerd door Temple Street Productions.

## Seizoenen
| Seizoen | Uitzenddatum                  | Aantal |
| ------- | ----------------------------- | ------ |
| 1       | 3 april 2010 - 20 juni 2010   | 13     |
| 2       | 28 januari 2011 - 12 mei 2011 | 28     |
| 3       | 3 maart 2012 - 25 mei 2012    | 10     |

## Afleveringen
Zie Lijst van afleveringen van Wingin' It

## Personages
Carl MontclairePorters taak om van Carl Montclaire de populairste student op school te maken ziet er in de eerste instantie uit als een verloren zaak. Carl is niet bijzonder populair en zeer ongelukkig. Maar met de hulp van Porter wordt hij meer gewaardeerd. Net als elke tienerjongen is Carl geïnteresseerd in meisje;  zo is hij in de eerste twee seizoenen verliefd geworden op Brittany, Jane én Denise.
Porter JacksonPorter belooft dat hij elk kind populair kan maken, maar bij Carl Montclaire lijkt het erop dat hij ongelijk heeft. Echter, dankzij hem stijgt Carls populariteit, hoewel hij nog niet populair genoeg is voor Porter om zijn engelvleugels toe te kennen. Ondanks dat hij Carl helpt Jane mee uit te vragen, blijkt dat hij zélf gevoelens voor haar heeft, waardoor Carl in een moeilijke beslissing valt.
DeniseDenise is de vrouwelijke tegenhanger van Porter. Net als Porter is zij een onruststoker die de neiging heeft om haar magie te misbruiken. Denise is erg goed in zingen, maar ook in het maken van problemen. Ze heeft gevoelens voor Carl waar ze later ook een relatie mee krijgt, die eigenlijk volgens het engelenhandboek verboden is.
Dr. CassabiDr. Cassabi deed zich voor als Bennett High's begeleider, maar dr. Cassabi is eigenlijk een AIT-adviseur. Hij staat Porter en later Denise bij als er dingen fout gaan.
DennisWasbeerslaafje van Dr. Cassabi. Achteraf bleek dit Denise te zijn.
AlexHet enige wat je kunt zeggen over Swahili-sprekende, eenhoorn-liefhebbende vriend is 'hij is Alex'. Hij heeft zelden een belangrijke rol in de afleveringen en heeft de neiging om er alleen te zijn voor de komische waarde.
Brittany HansonBrittany is enkel populair omdat ze mooi is. Hoewel ze een beroemde zangeres wil worden, is ze eigenlijk geschikter om te acteren.
Jane CaseyJane is het slimste kind in de school, maar ze is niet zelfbewust. Ze is altijd op zoek naar een nieuwe club om uit te nodigen en leidt een groot aantal van hen, waaronder de schoolkrant. Ze is zich niet bewust van de ware gevoelens van Carl en weet niet dat ze zijn gevoelens heeft gekwetst toen ze Porter kuste. Achteraf voelt ze zich alleen, schuldig en een beetje depressief over de romantische driehoeksituatie.
SergeSerge is een ster in alle sporten en hij wordt ook vaak gezien als vriend. Hij is niet altijd handig maar wel actief.
Becky MontclaireBecky is het zusje van Carl. Ze beweert dat haar taak is om Carl op te kachelen, maar als dat haar moeder opmerkt...
Angela MontclaireAngela is Carls moeder. Ze kan heel boos op Carl worden, maar geeft toch heel veel om haar zoon. Er zijn vaak opmerkingen over haar eten.
Directeur MaloneDirecteur Malone is de directeur van Bennett Highschool. Er zijn veel opmerkingen over dat die nog steeds geen eigen auto heeft en dat die nog met het openbaar vervoer reist.
De Listern-zussenDe gezusters Listern zijn klasgenoten van Carl en Porter. Ze zeggen vrijwel nooit iets en hebben een zeer saaie gezichtsuitdrukking. Ze zijn meestal donker gekleed en hebben dan ook zwart haar.
Mrs Le, noxMrs Lennox is de Engels/dra; -docent op Carls school. Ze had in één aflevering een oogje op Dr. Cassabi.

## Rolverdeling
| Personage             | Acteur/actrice           |
| --------------------- | ------------------------ |
| Dylan Everett         | Carl Montclaire          |
| Demetrius Joyette     | Porter Jackson           |
| Kendra Leigh Timmins  | Denise Simmons           |
| Brian Alexander White | Alex Horatio P.Rodriguez |
| Wayne Thomas Yorke    | Dr. Cassabi              |
| Hannah Lochner        | Brittany Hanson          |
| Sebastian Hearn       | Serge Delvecchio         |
| Brittany Adams        | Jane Casey               |
| Steven Morel          | Directeur Malone         |
| Jennifer Robertson    | Angela Montclaire        |
| Jamie Bloch           | Becky Montclaire         |

### Nederlandse stemmen
| Personage        | Acteur/actrice                  |
| ---------------- | ------------------------------- |
| Carl             | Trevor Reekers                  |
| Porter           | Job Bovelander                  |
| Jane             | Lotte Horlings (seizoen 1 en 2) |
| Jane             | Fleur van de Water (seizoen 3)  |
| Alex             | Pepijn Koolen                   |
| Dr. Cassabi      | Jan Elbertse                    |
| Directeur Malone | Louis van Beek                  |
| Brittany         | Peggy Vrijens                   |
| Serge            | Casper Veltenaar                |
| Dennis           | Thijs van Aken                  |
| Denise           | Nicoline van Doorn              |